# Eclipse solar del 1 de agosto de 2008

Eclipse solar del 1 de agosto de 2008

El 1 de agosto de 2008 se produjo un eclipse solar total con una magnitud de 1,039 que fue visible en un estrecho corredor desde el norte de Canadá (Nunavut), Groenlandia, Noruega, centro de Rusia, este de Kazajistán, oeste de Mongolia y China. 
En Siberia, el eclipse total pasó por zonas muy pobladas, incluyendo Novosibirsk, y las ciudades de Nizhnevartovsk, Barnaul y Biysk. La mayor duración del eclipse se alcanzó cerca de la ciudad de Nadym, en el distrito de Yamalo-Nénets, en el norte de Siberia. Se pudo ver en el punto máximo del eclipse una alineación planetaria, entre los planetas Mercurio, Venus, Saturno y Marte.
Desde la parte oriental de América del Norte y la mayor parte de Europa y Asia se pudo ver como un eclipse parcial.

## Tipo de eclipse
| Naturaleza del eclipse                 | Total                                                                                                   |
| Gamma                                  | 0.8306                                                                                                  |
| Magnitud                               | 1.0394                                                                                                  |
| Duración del eclipse en el punto mayor | 147 s (2 min 27 s) a las 10:21:08 UTC, en el norte de Rusia: 65°38′48″N 72°16′24″E / 65.64667, 72.27333 |
| Anchura máxima de banda                | 236.9 km                                                                                                |

## Galería

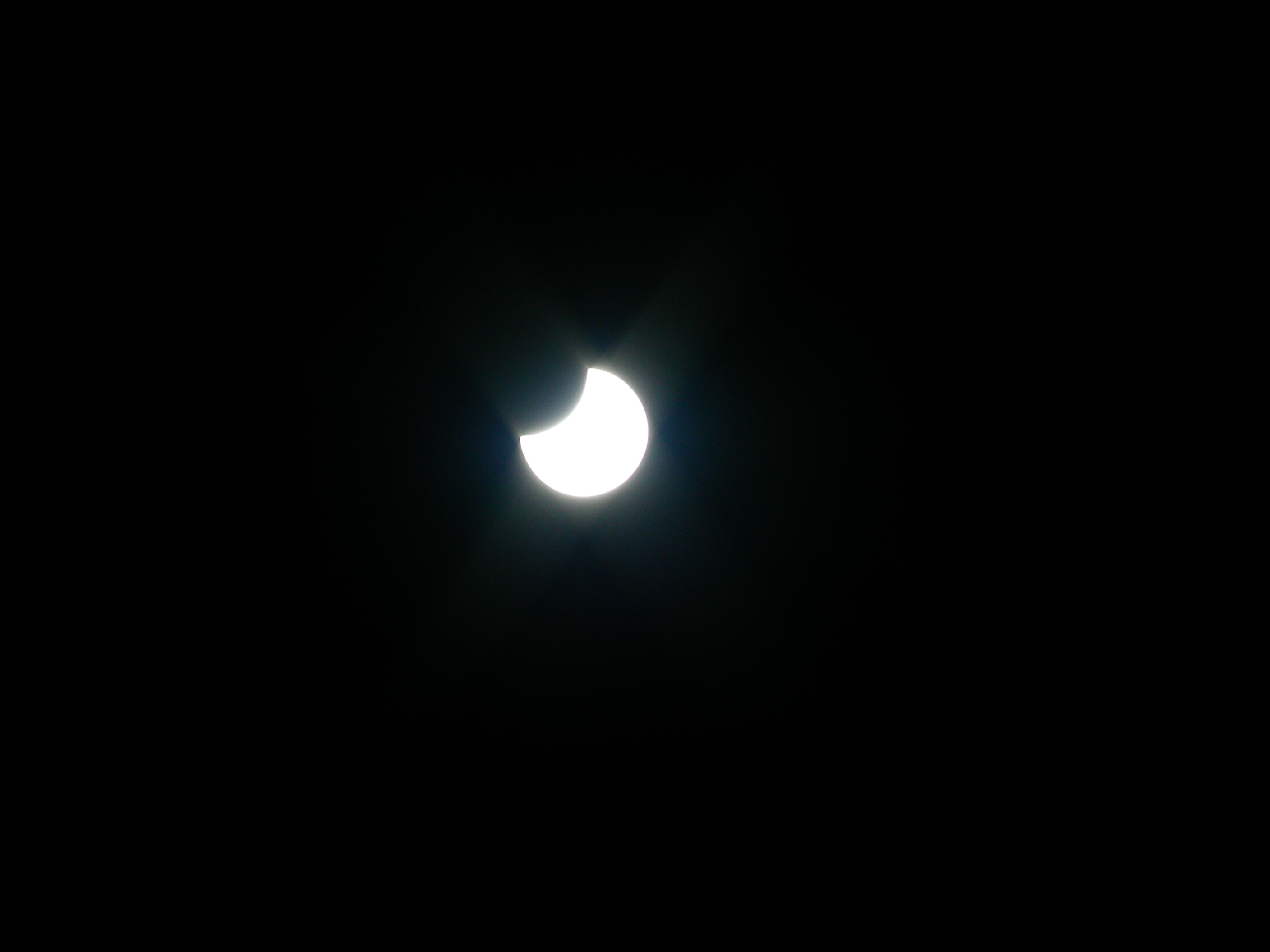
Desde Varsovia, Polonia, a las 11:52
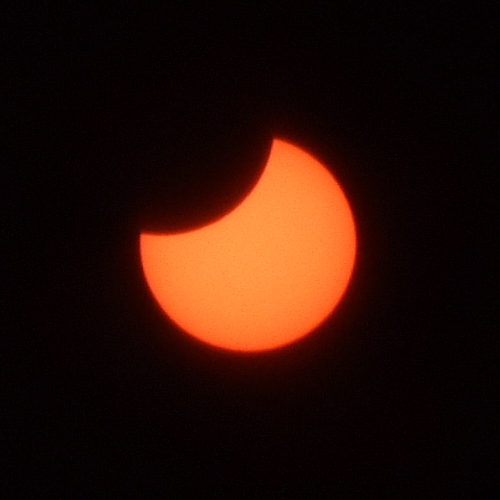
Desde Varsovia, Polonia, a las 12:53
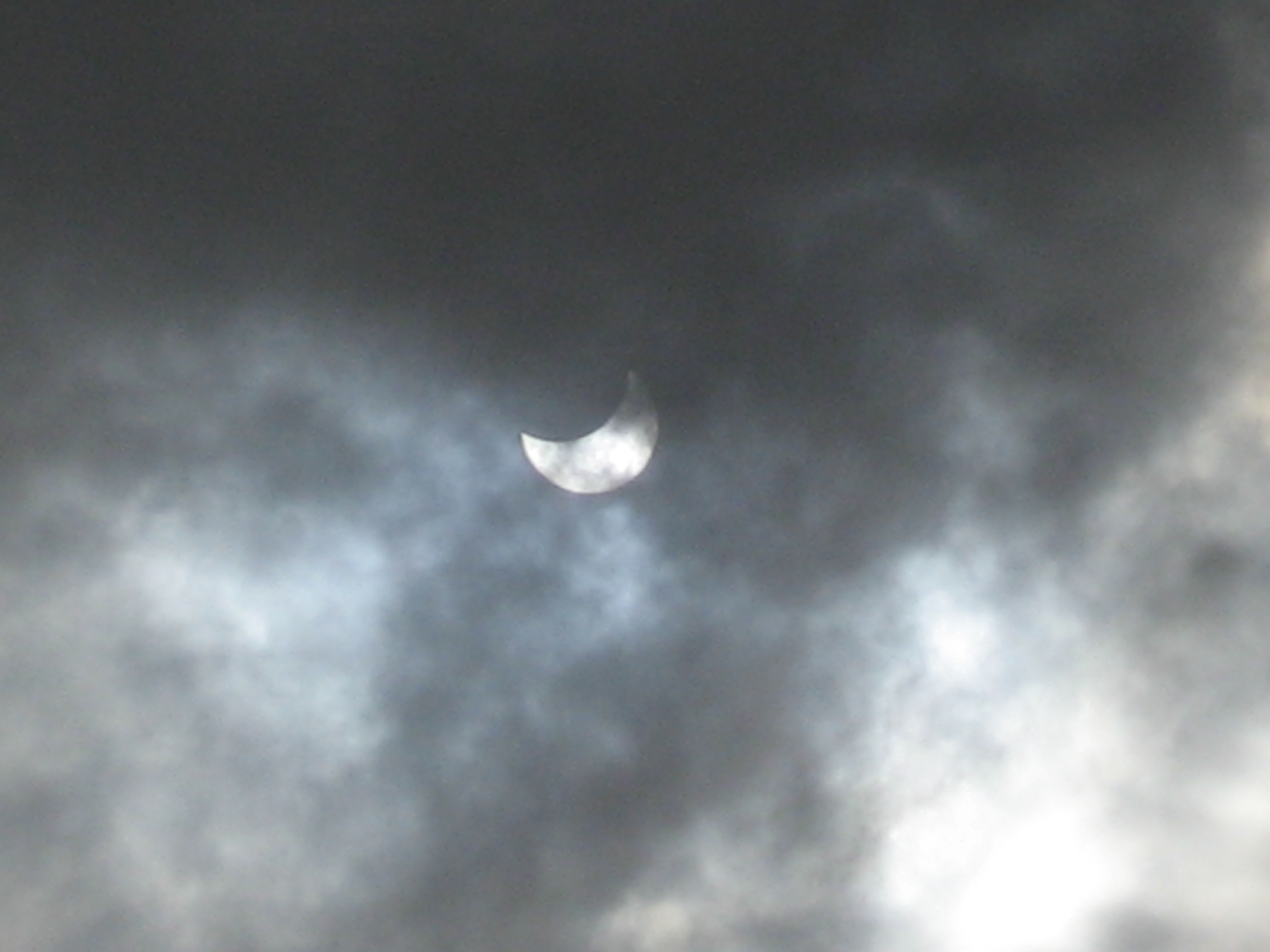
Desde Moscú, Rusia
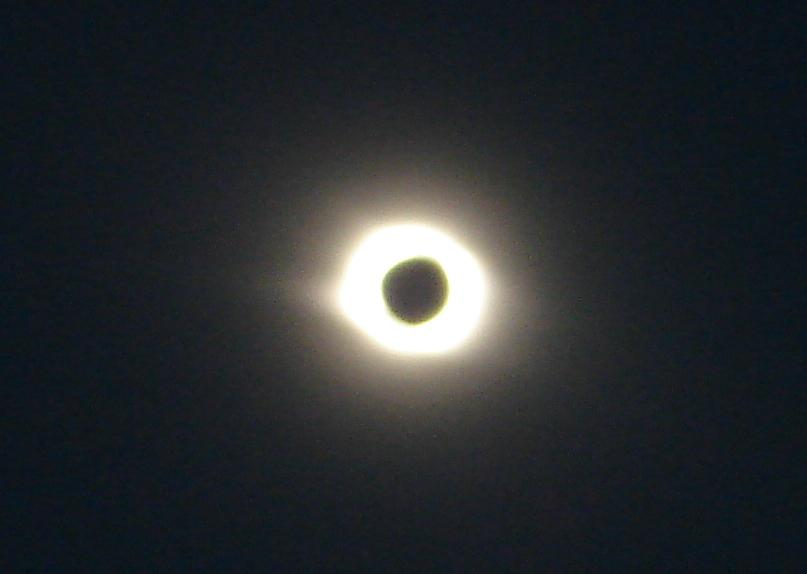
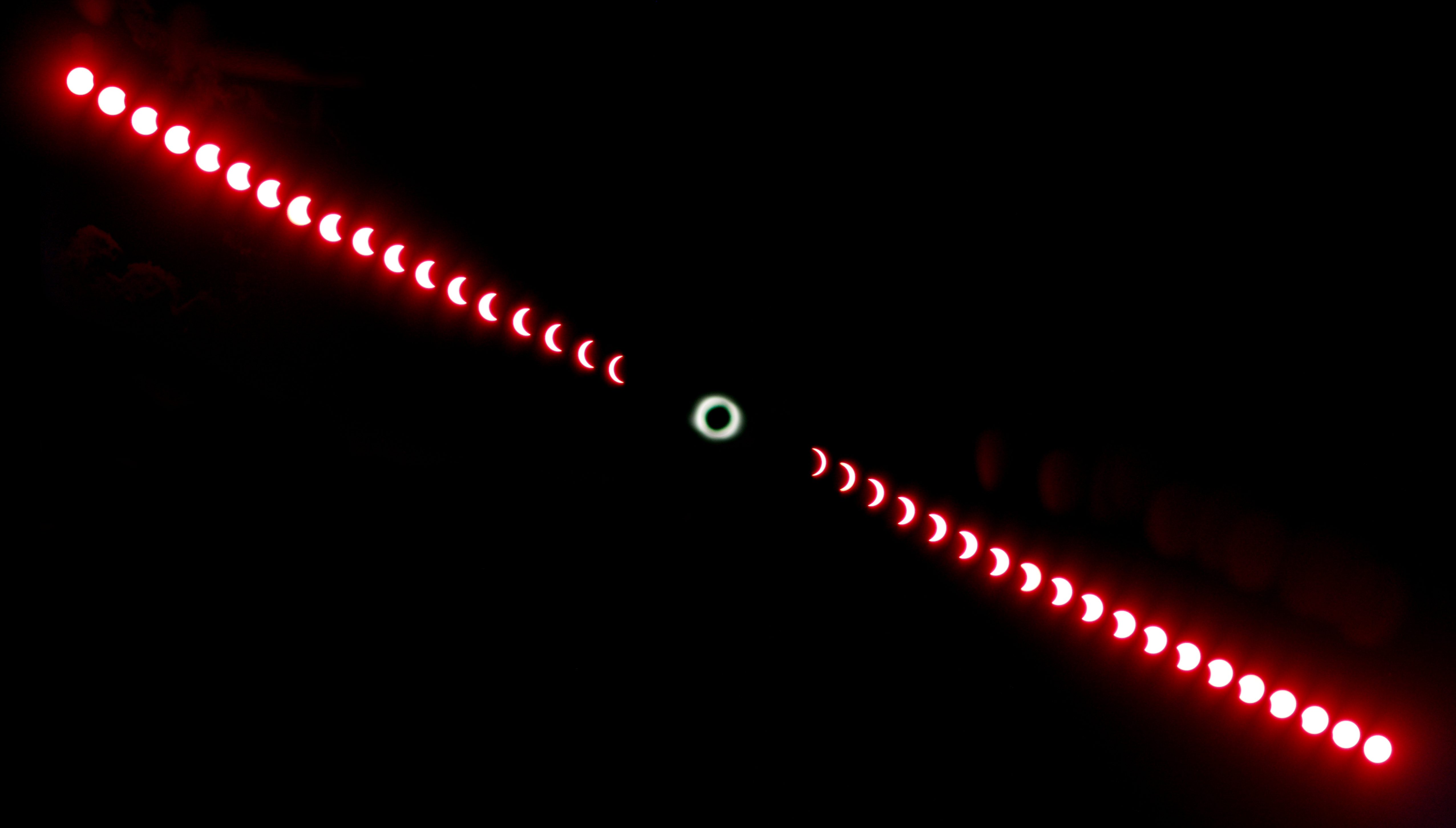
Progresión del eclipse vista desde Novosibirsk

## Seguimiento
El eclipse fue seguido por Internet por millones de personas, a través de las páginas de diversos observatorios. La web de la Universidad Politécnica de Madrid alojada en el servidor del Centro de Supercomputación y Visualización fue colapsada cuando cerca de un millón de internautas intentaron acceder a ella.

## Estadísticas

### Eventos
| Evento                      | Hora (UTC) |
| --------------------------- | ---------- |
| Comienza el eclipse general | 08:04:06   |
| Comienza el eclipse total   | 09:21:07   |
| Comienza el eclipse central | 09:24:10   |
| Punto máximo del eclipse    | 10:21:08   |
| Final del eclipse central   | 11:18:29   |
| Final del eclipse total     | 11:21:28   |
| Final del eclipse general   | 12:38:27   |